# Adriana Serra Zanetti
Adriana Serra Zanetti (* 5. März 1976 in Modena) ist eine ehemalige italienische Tennisspielerin. Ihre Schwester Antonella Serra Zanetti war ebenfalls Tennisprofi.

## Karriere
Adriana Serra Zanetti, die laut ITF-Profil Hartplätzen bevorzugte, begann zum Jahreswechsel 1991/1992 bei Erwachsenenturnieren. Mit 16 Jahren wurde sie Profispielerin.
In ihrer Laufbahn gewann sie drei WTA-Titel im Doppel. Außerdem konnte sie auf ITF-Ebene einen Turniersieg im Einzel erringen.
1996 trat sie bei den Olympischen Spielen in Atlanta im Einzel für Italien an. Zwischen 1995 und 2002 bestritt sie 16 Partien für die italienische Fed-Cup-Mannschaft, von denen sie neun gewinnen konnte.
Ihr letztes Match auf der Damentour spielte sie im November 2006 bei einem ITF-Turnier in Polen.

## Turniersiege

### Einzel
| Nr. | Datum            | Turnier         | Kategorie   | Belag     | Finalgegnerin      | Ergebnis |
| --- | ---------------- | --------------- | ----------- | --------- | ------------------ | -------- |
| 1   | 1. November 1997 | Ramat haScharon | ITF $25.000 | Hartplatz | Katarina Srebotnik | 6:4, 6:2 |

### Doppel
| Nr. | Datum              | Turnier   | Kategorie    | Belag           | Partnerin               | Finalgegnerinnen                                   | Ergebnis      |
| --- | ------------------ | --------- | ------------ | --------------- | ----------------------- | -------------------------------------------------- | ------------- |
| 1   | 22. September 2001 | Québec    | WTA Tier III | Teppich (Halle) | Samantha Reeves         | Klára Koukalová Alena Vašková                      | 7:5, 4:6, 6:3 |
| 2   | 13. Juli 2003      | Palermo   | WTA Tier V   | Sand            | Emily Stellato          | María José Martínez Sánchez Arantxa Parra Santonja | 6:4, 6:2      |
| 3   | 16. Oktober 2004   | Taschkent | WTA Tier IV  | Hartplatz       | Antonella Serra Zanetti | Marion Bartoli Mara Santangelo                     | 1:6, 6:3, 6:4 |

## Abschneiden bei Grand-Slam-Turnieren

### Einzel
| Turnier         | 1993 | 1994 | 1995 | 1996 | 1997 | 1998 | 1999 | 2000 | 2001 | 2002 | 2003 | 2004 | 2005 | 2006 | Karriere |
| --------------- | ---- | ---- | ---- | ---- | ---- | ---- | ---- | ---- | ---- | ---- | ---- | ---- | ---- | ---- | -------- |
| Australian Open | —    | —    | —    | 1    | —    | —    | 2    | Q1   | —    | VF   | 2    | 1    | —    | —    | VF       |
| French Open     | —    | —    | AF   | 2    | —    | —    | 2    | —    | 1    | 2    | Q1   | Q2   | Q2   | —    | AF       |
| Wimbledon       | —    | —    | —    | 1    | —    | Q3   | 1    | —    | 2    | 1    | Q2   | Q2   | Q2   | —    | 2        |
| US Open         | Q1   | 1    | 1    | 1    | —    | Q1   | Q1   | Q2   | 1    | 1    | 1    | Q1   | Q1   | Q1   | 1        |

Zeichenerklärung: S = Turniersieg; F, HF, VF, AF = Einzug ins Finale / Halbfinale / Viertelfinale / Achtelfinale; 1, 2, 3 = Ausscheiden in der 1. / 2. / 3. Hauptrunde; Q1, Q2, Q3 = Ausscheiden in der 1. / 2. / 3. Qualifikationsrunde; nicht ausgetragen

### Doppel
| Turnier         | 1998 | 1999 | 2000 | 2001 | 2002 | 2003 | 2004 | 2005 | 2006 | Karriere |
| --------------- | ---- | ---- | ---- | ---- | ---- | ---- | ---- | ---- | ---- | -------- |
| Australian Open | —    | —    | —    | —    | 1    | 1    | 1    | —    | —    | 1        |
| French Open     | —    | —    | —    | —    | 1    | —    | 2    | —    | 1    | 2        |
| Wimbledon       | 1    | —    | —    | —    | 1    | 1    | 1    | —    | —    | 1        |
| US Open         | —    | —    | —    | —    | 1    | —    | 1    | —    | —    | 1        |

Zeichenerklärung: S = Turniersieg; F, HF, VF, AF = Einzug ins Finale / Halbfinale / Viertelfinale / Achtelfinale; 1, 2, 3 = Ausscheiden in der 1. / 2. / 3. Hauptrunde; Q1, Q2, Q3 = Ausscheiden in der 1. / 2. / 3. Qualifikationsrunde; nicht ausgetragen